# Sovrastruttura (costruzioni)

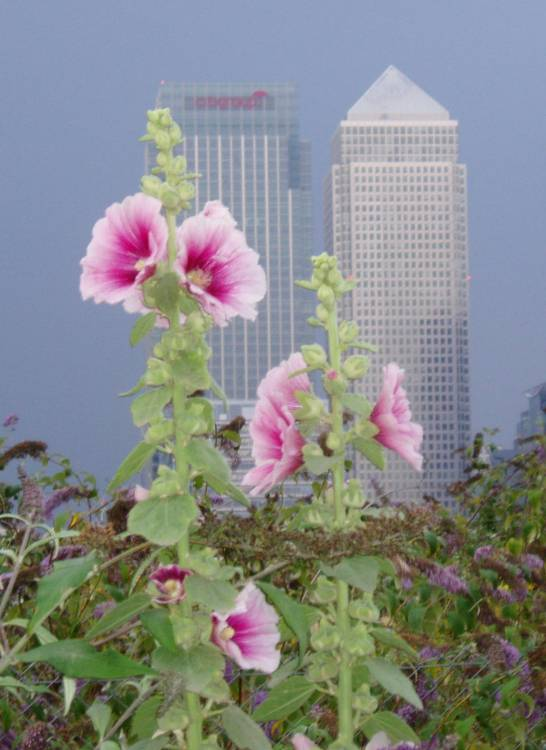
Sovrastrutture

La sovrastruttura, nell'ambito dell'ingegneria civile, è un insieme di elementi strutturali in elevazione comunque combinati tra loro, che hanno lo scopo di trasferire sugli elementi strutturali di fondazione i carichi e le azioni agenti sulle costruzioni.

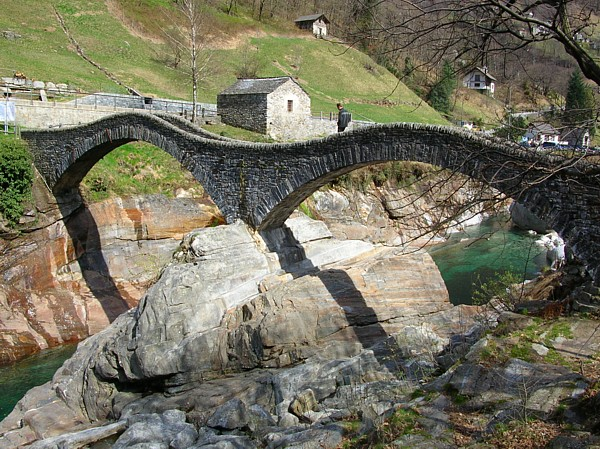
In questo caso non esiste neanche la fondazione, c'è solo la sovrastruttura